# Пол Джозеф Коен
Пол Джозеф Коен (англ. Paul Joseph Cohen; 2 квітня 1934 — 23 березня 2007) — американський математик відомий доведенням незалежності аксіоми вибору (AC) від системи аксіом  Цермело — Френкеля (ZF) та незалежності континуум-гіпотези від ZFC.

## Ранні роки
Коен народився в Лонг-Бранч, Нью-Джерсі, в єврейській сім'ї. Закінчив у 1950 році Стайвсент середню школу в Нью-Йорку.
Далі Коен навчався в Бруклінському коледжі з 1950 по 1953 рік, але не став здобувати ступінь бакалавра, коли він дізнався, що може вступити до аспірантури Чиказького університету лише з двома роками навчання в коледжі. У Чикаго Коен здобув ступінь магістра з математики в 1954 році і ступінь доктора філософії в 1958 році під керівництвом професора математики Ентоні Зигмунда. Тема його докторської дисертації була Питання теорії єдиності тригонометричних рядів.

## Внесок у математику
Коен відомий розробкою математичного методу, названого форсингом, який він використовував, щоб довести, що ні аксіома вибору (AC) не може бути отримана із системи аксіом Цермело-Френкеля аксіоми (ZF), ні континуум-гіпотеза (СН) не може бути отримана із ZFC (ZF + AC). У поєднанні з більш ранньою роботою Геделя, це показало, що обидва ці судження є логічно незалежними від аксіом ZF: ці судження не можуть бути ні доведені, ні спростовані з цих аксіом. У цьому сенсі, континуум-гіпотеза нерозв'язна, і це, ймовірно, найбільш широко відомий приклад природного судження, яке не залежить від стандартних аксіом ZF теорії множин.
За цей результат з континуум-гіпотезою, Коен отримав медаль Філдса з математики в 1966 році, а також Національну наукову медаль США в 1967 році. Медаль Філдса, яку отримав Коен, залишається єдиною медаллю Філдса в галузі математичної логіки.
Коен також нагороджений премією Бохера з математичного аналізу в 1964 році за роботу «Про гіпотезу Літлвуда і ідемпотентні міри».
Коен був професор Стенфордського університету, де серед інших студентів його аспірантом був Пітер Сарнак.
Ангус Макінтайр з Лондонського університету сказав про Коена: «Він був загрозливо розумний і потрібно бути або наївним або виключно альтруїстичним, щоб розказати про свою „важку задачу“ Полу, якого я знав в 60-х». Він порівняв Коена з Геделем, кажучи: «нічого ефектнішого, ніж їх робота, не сталося в історії цього предмета». Гедель сам написав лист Коену в 1963 році, в якому заявив: «Дозвольте мені повторити, що це дійсно так здорово читати ваш доказ незалежності континуум-гіпотези. Я думаю, що у всіх суттєвих аспектах, ви дали найкращий доказ і це не часто трапляється. Читання доказу було аналогічним приємним ефектом для мене, як перегляд дуже хорошої п'єси».

## Про континуум-гіпотезу
Вивчаючи континуум-гіпотезу, пише в інтерв'ю в 1985 році Коен «було відчуття, що люди думали, що проблема безнадійна, оскільки не існує іншого способу побудови моделі теорії множин. Дійсно вони думали, ви потрібно бути трохи божевільним щоб навіть думати про проблему».
Незадовго до своєї смерті, Коен дав захоплюючу лекцію з описом його рішення проблеми континуум-гіпотези на конференції, присвяченій сторіччю Геделя, у Відні 2006 року. Відео цієї лекції в наш час[коли?] доступне в Інтернеті.

## Додаткова література
- Akihiro Kanamori, «Cohen and Set Theory», The Bulletin of Symbolic Logic, Volume 14, Number 3, Sept. 2008.
- Sarnak, Peter (December 2007). Remembering Paul Cohen (PDF). MAA FOCUS. Washington, DC: Mathematical Association of America. 27 (9): 21—22. ISSN 0731-2040. Архів оригіналу (PDF) за 4 червня 2010. Процитовано 31 травня 2009.